# Ейсид-джаз
Е́йсид-джаз (англ. acid jazz) — музичний стиль, що характеризується поєднанням елементів джазу і фанку 1970-х років та танцювальної музики 1990-х років або хіп-хопу.
Цей стиль не є джазом у тому сенсі, що він не є мистецтвом імпровізації на акустичних інструментах, яким по суті є інші напрямки джазу. Натомість ейсид-джаз залучає електроніку, використовуючи семпли старих записів джазу і фанку та новітні синтезовані звучання.
Ейсид-джаз розглядають також як відродження фанк-джазу та соул-джазу в творчості ді-джеїв, таких як Норман Джей, Джиллс Пітерсон чи Патрік Форж.

## Витоки
Становлення стилю відбулося наприкінці 80-х і пов'язане з модою на використання семплів із джаз-фанку 70-х серед клубних ді-джеїв Великої Британії. Одним із законодавців жанру прийнято вважати ді-джея Джиллса Пітерсона, якому часто приписують авторство назви «ейсид-джаз». Походження терміна «ейсид» найімовірніше пов'язане з напрямком ейсід-хауз. У США термін «ейсид-джаз» майже не вживався, хоча використання джазових семплів було популярно, особливо серед виконавців хіп-хопу. Зокрема, одним із найраніших ейсид-джазових записів прийнято вважати «Jazz Thing» групи Gang Starr.
Пік популярності ейсид-джазу припадає на першу половину 90-х. У той час до ейсид-джазу відносили джаз-фанк 90-х (Jamiroquai, Brand New Heavies, Incognito, Solsonics), хіп-хоп із джазовими семплами (A Tribe Called Quest, Guru, MC Solaar), експерименти джазових музикантів з електронною музикою (Майлз Девіс, Гербі Генкок) і т. д. Після 1994 р. популярність ейсид-джаза пішла на спад, а традиції жанру були пізніше відроджені в нью-джазі.

## Музичні особливості
Чітко визначених правил або рис стилю для ейсид-джазу, як і більшості напрямків сучасної музики не існує, проте можна виділити такі особливості:
- Темп від 88 bpm до 116 bpm.
- Барабани — грають ритм funk/hip-hop, сфокусовані на головних долях (небагато tom fills, і т. д.), грають також свінговий ритм (shuffle) на робочому барабані, використовуючи частіше металевий або мідний барабан-пікколо (piccolo snare).
- Перкусія — якщо є, грає афро-латинські ритми на конго, або синкоповані ритми shaker/cabasa.
- Бас — звичайно мелодійний, виконується рівно, пальцями (тобто без слепів, popping, pick playing). Іноді використовуються на акустичному басі.
- Гітари — акорди jazz/funk (9ths/11ths/13ths) грають у високому регістрі, звичайно clean або з ефектом wah-wah. відсутність power chord'ів.
- Клавішні — просте клавішне аранжування (1-2 інструменти застосовуються одночасно), як правило на типових клавішних звуках (тобто фортепіано, Родес піано, Wurlitzer, Орган (музичний інструмент)), рідше — струнні.
- Духові — секції духових, звичайно — тріо саксофон/труба/тромбон, іноді з флейтою. Звичайно грають щільні унісонні лінії.

## Представники стилю
| - The Brand New Heavies - Groove Collective - Incognito (музичний гурт) - Jamiroquai - Ронні Джордан - The Solsonics - US3 - Young Disciples - De-Phazz - UNKLE - Lacarno | - Гербі Генкок - Machine - Stephane Pompougnac - Galliano - Xavier Fischer Trio - Cafe Drechsler & Friends - M Elino - United Future Organization - Da Germ - Жгли Дуб - LB - Gazzara - Freak Power | - La Belloza De La Vida - La Yellow 357 - Red Snapper - Mark Farina - J.Righera - Bruna Loppez - Ice One - Luke Vibert - L.A.H.R. - Yennah - Канді Дулфер[джерело?] - Ultralights - Самата |